# Walk the Talk
Walk the Talk es una película sueca-estadounidense de comedia y drama de 2007, dirigida por Matthew Allen, que a su vez la escribió, musicalizada por Eagle Eye Cherry y Johan Söderqvist, en la fotografía estuvo Terrence Hayes y los protagonistas son Cary Elwes, Evan Ellingson y Illeana Douglas, entre otros. El filme fue producido por Film i Väst, Sonet Film AB y Sound Pictures; se estrenó el 15 de junio de 2007.

## Sinopsis
Roy es un adolescente desobediente que, accidentalmente, le pegó un tiro a su hermano y está obligado a vivir con la familia de su tío, así elude la detención juvenil.